# 알릴 막 마타

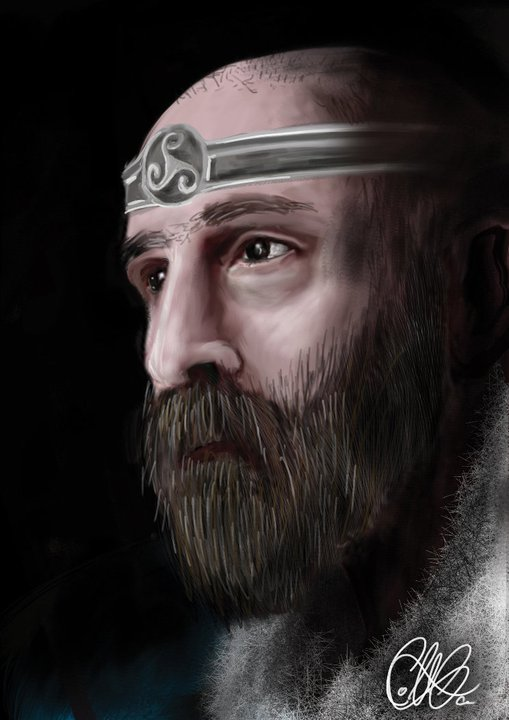

알릴 막 마타(아일랜드어: Ailill mac Máta→마타의 아들 알릴)는 아일랜드 신화의 얼스터 대계의 등장인물이다. 코나크타의 왕으로 메브 여왕의 남편이다.
전승에 따르면 "막 마타"는 모계명이다. 알릴의 어머니는 마타 미리스크(Máta Muirisc)이며, 마타는 코나크타의 부족집단 피르 올 네크마트(Fir Ol nÉcmacht)의 마가(Mága)의 딸이다. 알릴은 이 혈통을 근거로 코나크타의 왕위를 주장했다.
알릴의 아버지는 라긴의 왕 루스 루어드(Rus Ruad)이다. 루스는 알릴 외에도 타라의 왕이 된 카르브러 니어 페르, 자신의 뒤를 이어 라긴의 왕이 된 핀드 필리(Find Fili)등의 아들을 두었다. 또 일부 문헌에서는 울라의 왕 콘코바르 막 네사의 수석 드루이드 카흐바드도 루스의 아들이라고 한다. 〈쿠얼러의 소몰이〉에서 메브는 핀드, 카르브러, 콘코바르를 모두 제치고 알릴을 남편으로 선택하는데, 이는 그 넷 중 비열함, 질투, 공포심이 없는 이는 알릴 뿐이었기 때문이다.
보다 후기의 이야기인 〈보인 강 전투〉에는 다른 전승이 기록되어 있다. 이 이야기에서는 알릴은 메브의 자매 엘러(Ele)의 손자이며 어렸을 적에 크루어한으로 와서 메브에게 길러졌다. 이때 메브는 오하드 달라(Eochaid Dála)를 남편으로 삼고 있었다. 알릴이 커서 괜찮은 전사가 되자 메브의 경호대장으로 임명되었으며, 뒤이어 그녀의 애인이 되었다. 오하드는 알릴을 코나크타에서 추방하려 했지만 메브가 이를 허하지 않았다. 이에 오하드는 알릴에게 일대일 결투를 도전했고, 졌다. 그리하여 알릴이 메브의 새로운 남편이자 코나크타의 왕이 되었다.
알릴과 메브는 슬하에 일곱 아들을 두었는데, 모두 이름이 마너(Maine)이다. 원래 따로 이름들이 있었는데, 메브가 드루이드에게 자신의 아들들 중 콘코바르를 죽일 이가 누구냐고 물어 "마너"라는 대답을 받자 아들들의 이름을 몽땅 다음과 같이 바꾼 것이다.
- 페들리미드(Fedlimid) → 마너 아흐라말(Maine Athramail→아버지를 닮은)
- 카르브러(Cairbre) → 마너 마흐라말(Maine Máthramail→어머니를 닮은)
- 오하드(Eochaid) → 마너 안도어(Maine Andoe→재빠른)
- 페르구스(Fergus) → 마너 티(Maine Taí→조용한)
- 케트(Cet) → 마너 모르고르(Maine Mórgor→위대한 의무의)
- 신(Sin) → 마너 밀스코하크(Maine Mílscothach→꿀같이 말하는)
- 다러(Dáire) → 마너 모피르트(Maine Móepirt→형용할 수 없는)

마너 안도어가 콘코바르를 죽임으로써 예언은 성립했는데, 문제는 메브가 드루이드에게 물었을 때 의도한 것은 울라의 왕 콘코바르 막 네사였는데 죽은 콘코바르는 브리더(Bruide)의 아들 아르후르(Arthur)의 아들 콘코바르였다. 또 메브와 알릴 사이에는 핀다바르라는 딸도 있었다.